# Urtbileg
   Urtbileg je mongolské jméno a zároveň rodné jméno. Patronymum čínský zápis jména neuvádí.
Urtbileg nebo Wuritubilige (* 5. října 1987) je bývalý čínský zápasník, mongolské národnosti, který reprezentoval Čínu v judu.

## Sportovní kariéra
Narodil se v oblasti Ulanqab do mongolské kočovné rodiny. S judem začínal ve 13 letech na škole. V čínské seniorské reprezentaci se objevoval od roku 2006 v pololehké váze do 66 kg. V roce 2008 uspěl při čínské olympijské nominaci na domácí olympijské hry v Pekingu. V Pekingu vypadl v úvodním kole s Maďarem Miklósem Ungvárim na yuko po technice ko-uči-gari. Od roku 2010 startoval v lehké váze do 73 kg, ve které se na mezinárodní úrovni neprosazoval.

## Výsledky
| Turnaj            | 2004           | 2005           | 2006           | 2007           | 2008           | 2009           |
| Turnaj            | 17             | 18             | 19             | 20             | 21             | 22             |
| Turnaj            | pololehká váha | pololehká váha | pololehká váha | pololehká váha | pololehká váha | pololehká váha |
| ----------------- | -------------- | -------------- | -------------- | -------------- | -------------- | -------------- |
| Olympijské hry    | —              |                |                |                | úč.            |                |
| Mistrovství světa |                | —              |                | úč.            |                | —              |
| Asijské hry       |                |                | —              |                |                |                |
| Mistrovství Asie  | —              | —              |                | —              | —              | 7.             |
| MS juniorů        | úč.            |                |                |                |                |                |